# 2469 Таџикистан
2469 Таџикистан (енгл. 2469 Tadjikistan) је астероид главног астероидног појаса чија средња удаљеност од Сунца износи 3,113 астрономских јединица (АЈ).
Апсолутна магнитуда астероида је 11,6.